# Blerim Džemaili
Blerim Džemaili (Блерим Џемаили) (Tètovo, Macedònia del Nord, 12 d'abril de 1986) és un jugador de futbol suís. Actualment és jugador de l'equip turc del Galatasaray.

## Biografia

### Joventut i inicis
Blerim és fil de Fekredin i Shemije Xhemaili, una família albanesa de la ciutat de Bogovinje, a Macedònia del Nord. Als quatre anys, Blerim i la seva família van emigrar a Zúric, Suïssa. Als 9 anys, Džemaili va entrar a formar part de les categories inferiors de l'Oerlikon Zürich, tot i que un any més tard va marxar al FC Unterstrass. Als 14 anys va fitxar per l'equip de tercera divisió SC Young Fellows Juventus, com a juvenil, abans de marxar al FC Zürich el 2001. Un cop al Zuric, Džemaili va aconseguir pujar de categoria i debutar amb el primer equip als 17 anys.

### FC Zürich
Džemaili va començar la seva carrera professional al FC Zürich. En la seva primera temporada, va disputar un total de trenta partits, marcant dos gols i realitzant tres assistències. A Zuric, Blerim Džemaili jugava tant com a migcampista central o defensiu, en funció de les necessitats de l'entrenador. La temporada 2004-05, Džemaili va ajudar l'equip a guanyar la Copa de Suïssa. El jugador albano-suís imposava una forta influència al terreny de joc, gràcies a la seva capacitat de realitzar passades precises, a més a més de tenir un enfocament ràpid i agressiu en el joc. Aquestes característiques van portar a Džemaili a convertir-se en el capità de l'equip la temporada 2005-06. Blerim només tenia 19 anys quan va ser escollit com a capità, cosa que el va convertir en un dels capitans més joves a Suïssa de tota la història. Džemaili va acompanyar al seu equip a la glòria al guanyar el Zürich la Super Lliga Suïssa les temporades 2005-06 i 2006-07 consecutivament.
Després de guanyar la Lliga i la Copa suïsses, Džemaili va marcar al Bolton Wanderers FC de la Premier League anglesa.

### Bolton
Džemaili va signar un contracte preliminar amb el Bolton Wanderers el 9 de febrer de 2007, acordant fitxar per l'equip anglès quan acabés el seu contracte amb el Zürich l'estiu del mateix any.
L'exentrenador del Bolton, Sam Allardyce, va comentar d'ell que "és un fantàstic jugador, que ha jugat pel millor equip de Suïssa durant els últims tres anys. Per algú tant jove, té molta experiència. A la tendre edat de 20 anys, és l'estrella del Zürich i s'espera que es converteixi en internacional habitual de la selecció suïssa els pròxims anys. Rarament s'ha perdut un partit amb el Zürich des que va debutar amb 17 anys. Estic excitat amb la perspectiva de treballar amb en Blerim la temporada vinent".
No obstant, la sort de Džemaili va fer un gir inesperat; el jugador suís es va trencar els lligaments creuats de la cama i va estar de baixa durant sis mesos. Džemaili va debutar amb el Bolton finalment en un partit de la FA Cup contra el Sheffield United en el qual va resultar ser el seu únic partit la temporada 2007-08. Džemaili va insistir que no hagués canviat res del seu pas pel Bolton, quan la temporada següent va ser cedit al Torino.

### Torino/Parma
Džemaili va marxar al Torino italià en una cessió per tota la temporada l'1 de setembre de 2008. El 24 d'aquell mes va debutar oficialment amb el seu nou equip, i va esdevenir un dels jugadors més utilitzats per l'entrenador durant tota la temporada. Tot i el descens de l'equip a la Serie B, el Torino va confirmar el seu fitxatge després d'arribar a un acord amb el Bolton.
Durant la temporada 2009-10, no obstant, Džemaili només va jugar un partit amb l'equip de Torí; el 31 d'agost del 2009 el jugador suís va ser cedit al Parma. A canvi, Daniele Vantaggiato va marxar al Torino. Durant els estius del 2010 i el 2011, el Parma va anar comprant els seus drets, convertint-se en propietat de l'equip per un total de 7 milions d'eutos.

### Napoli
El 25 de juny de 2011 Džemaili va fitxar pel Nàpols per un total de 9 milions d'eutos a més a més de Fabiano Santacroce (cedit) i Manuele Blasi, que van anar al Parma. El jugador suís havia estat perseguit pel Nàpols des de feia temps. Džemaili va ser rebut molt bé pels aficionats de l'equip del sud d'Itàlia, gràcies als 11 partits que va jugar a la Serie A, on va marcar dos gols i realitzar una assistència. El seu primer gol va fer-lo amb un potent xut des de fora de l'àrea contra el Lecce, mentre que el segon va servir per salvar un punt contra el Novara Calcio. Džemaili també va disputar sis partits de la UEFA Champions League, ajudant a l'equip italià a arribar als vuitens de final. Al final de la seva primera temporada amb el Nàpols, Džemaili va jugar un total de 28 partits de lliga, marcant 3 gols i realitzant 4 assistències. On 25 març 2012, he scored a notable long distance goal against Catania.
Blerim Džemaili va jugar regularment pel Nàpols en la consecució del títol de Copa italiana la temporada 2011-12.
El 30 de març de 2013 va aconseguir un hat-trick en la victòria per 5-3 contra el Torino, seguit pels dos gols que hi va marcar el davanter Edinson Cavani. Aquesta victòria permetia a l'equip napolità classificar-se per la Lliga de Campions de l'any següent. També va marcar el segon gol en la victòria per 2-0 contra el Genoa, tot just una setmana més tard, realitzant una marca de 4 gols en dos partits gens menyspreable per un migcampista. També va marcar el tercer gol de l'equip en la victòria per 3-0 contra el Pescara el 27 d'abril.

### Galatasaray
L'1 de setembre de 2014, el dia que tancava el marcat d'estiu, Džemaili va signar un contracte amb el Galatasaray de la Spor Toto Süper Lig de Turquia.

## Internacional
Džemaili va debutar amb la selecció suïssa en un amistós contra la selecció escocesa l'1 de març del 2006.
Va formar part de l'equip suís que va disputar el Mundial del 2006, tot i que no va jugar cap partit.
El 6 de setembre de 2013, Džemaili va marcar el seu primer gol amb la selecció suïssa al marcar un penal en l'empat a 4 gols contra Islàndia.
El 2 de juny de 2014, Džemaili va ser seleccionat per representar Suïssa al Mundial del 2014, que estava entrenada per Ottmar Hitzfeld. En el segon partit de l'equip, Džemaili va marcar el primer gol de falta directa de tot el torneig en la derrota dels suïssos per 5-2 contra França.

## Palmarès
FC Zürich
- Super Lliga Suïssa (2): 2005-06 i 2006-07
- Copa suïssa (1): 2004–05

S.S.C. Napoli
- Coppa Italia (2): 2011–12 i 2013–14